# おおぐま座パイ1星
おおぐま座π1星（おおぐまざパイ1せい、π1 Ursae Majoris、π1 UMa）は、おおぐま座の恒星である。見かけの等級は5.63で、年周視差を基に計算された太陽系からの距離は、約47光年である。比較的若い太陽型星で、おおぐま座運動星団に属するとみられる。りゅう座BY型変光星に分類される変光星で、X線フレアも観測されている。

## 特徴
| 太陽 | おおぐま座π1星 |
| ---- | -------------- |
| 太陽 | Exoplanet      |

おおぐま座π1星は、単独の黄色主系列星で、スペクトル型はG1.5 Vと分類される。質量、半径、有効温度、いずれも太陽と僅かに違うだけの、太陽とよく似た太陽型星で、ソーラーアナログ、或いはソーラーツインとされることもある。但し、年齢は太陽より40億年以上若いため、おおぐま座π1星は、若い時代の太陽について調べられる太陽の「代理」星としてみられており、例えば、様々な年齢のソーラーアナログを観測し、太陽の内部構造や放射の進化を研究する“The Sun in Time”計画などで、数多くの観測が行われている。

### 所属・年齢
おおぐま座π1星は、その空間運動の向きや大きさからおおぐま座運動星団の一員ではないかとされ、多くの追試を経た後、それは強く支持されている。そして、おおぐま座運動星団に属することから、おおぐま座π1星の年齢も星団と同じで、およそ3億年と推定される。星団とは別に、おおぐま座π1星自身の彩層スペクトルから見積もった年齢もほぼ同様である。

### フレア
おおぐま座π1星からは、X線でフレアが検出されている。初検出は、欧州宇宙機関のX線天文衛星EXOSATによるもので、連星でも閃光星でもない太陽型星からX線フレアが検出されたのは、これが初めての例であった。また、おおぐま座π1星では、X線での放出エネルギーが通常の太陽フレアよりも2桁高い、スーパーフレアも検出されたことがある。

### 変光
10年に及ぶ測光観測の結果、おおぐま座π1星は、周期的に変光していることが明らかになった。変光の振幅は、観測する波長によって0.020等級から0.035等級までと小さく、変光周期はおおぐま座π1星の自転周期とほぼ一致することから、おおぐま座π1星は回転変光星、中でもりゅう座BY型変光星に分類されている。

### 赤外超過
おおぐま座π1星からは、赤外超過が検出されており、恒星の周囲には残骸円盤が存在するものと考えられる。赤外超過は、遠赤外で顕著であるが、中間赤外でも恒星の近く（∼0.3au）に高温のケイ酸塩塵が存在する兆候が示されており、塵の供給源となる微惑星円盤は、内側の半径3au程度に広がる温かい円盤（~∼200K）と、外側の半径100au程度に広がる冷たい円盤（∼50K）とが存在する可能性が考えられる

## 名称
アメリカのアマチュア博物学者リチャード・ヒンクリー・アレンによれば、おおぐま座ο星に冠されている、獣の「鼻づら」を意味するムシダ（Muscida）という固有名が、おおぐま座π1、π2星にも充てられているという。また、カズウィーニーは、おおぐま座ο星、π2星、σ1星、σ2星、A星、d星と共に、ガゼルを意味する Al Ṭhibā というアステリズムとしていたという。ジェット推進研究所の技術報告に掲載された“A Reduced Star Catalog Containing 537 Named Stars”では、Althiba という名称がおおぐま座の7つの恒星に付与されており、π1星は Althiba II となっている。